# ماریانا مولیایوا
ماریانا مولیایوا (به انگلیسی: Marina Mulyayeva) (زادهٔ ۳۰ آوریل ۱۹۸۱) شناگر اهل قزاقستان است.